# Собри
Собри (на македонска литературна норма: Собри) е село в община Валандово, Северна Македония.

## География
Селото е разположено в южното подножие на Беласица. Традиционно се дели на две махали – Долно и Горно Собри.

## История
В края на XIX век Собри е село в Дойранска каза на Османската империя. Според предания Менка Смиланова от Горно Собри е била отвлечена от субашията на местен бей. Тя не го иска и го нарича „смрадливо куче“. Вбесен, субашията я убива, отсича ѝ главата и я оставя на показ. След това християните от селото започват да се изселват и образуват Долно Собри, а за убийството на Менка се пее народна песен.
В „Етнография на вилаетите Адрианопол, Монастир и Салоника“, издадена в Константинопол в 1878 година и отразяваща статистиката на населението от 1873 година, Собре горно (Sobré gorno) е посочено като селище с 30 домакинства, като жителите му са 65 мюсюлмани, а Собре долно (Sobré Dolno) като село с 15 домакинства и 54 жители българи. Според статистиката на Васил Кънчов („Македония. Етнография и статистика“) от 1900 година, Собра Баля има 135 жители турци и 50 цигани, а Собра Изир - 70 жители българи.

### Преброявания
Според преброяването от 2002 година Собри има 225 жители, от които 222 македонци. В селото има 52 домакинства в 2002 година, като жителите му, според преброяванията, са:
- 1994 – 252
- 2002 – 225